# Musée de la Franc-Maçonnerie
Het Musée de la Franc-Maçonnerie (Frans Museum van de Vrijmetselarij) is een museum van de Vrijmetselarij, gelegen in het 9e arrondissement op 16, rue Cadet, Parijs, Frankrijk. Het is dagelijks geopend, behalve op zondag en maandag; er wordt een toegangsprijs in rekening gebracht. Het dichtstbijzijnde metrostation is Cadet. Het museum werd in 1889 opgericht door de Grand Orient de France als rariteitenkabinet in Hotel Cadet. Het werd tijdens de Duitse bezetting van Frankrijk tijdens de Tweede Wereldoorlog geplunderd, maar werd in 1973 heropend en in 2000 werd het een officieel museum van Frankrijk. In datzelfde jaar werden veel van de historische documenten teruggestuurd uit Moskou, waar ze na de Duitse nederlaag in de Tweede Wereldoorlog door de KGB waren vastgehouden. Het museum is op 11 februari 2010 na een uitgebreide renovatie heropend voor het publiek. Het krijgt de steun van het Ministerie van Cultuur, de regio Île-de-France en het stadhuis van Parijs.
Tegenwoordig presenteert het museum de geschiedenis van de Franse Vrijmetselarij aan de hand van symbolen, rangen, documenten en objecten. Het bevat ongeveer 10.000 items die worden tentoongesteld in een permanente tentoonstellingsruimte (800 m²), ongeveer 23.000 volumes in de archieven (400 m²) en nog eens 400 m² gewijd aan tijdelijke tentoonstellingen. Tot de historisch belangrijke items in de collectie behoren het vrijmetselaarsschort van Voltaire (1778), het vrijmetselaarszwaard van Lafayette, een eerste editie van James Anderson's Constitutions of the Free Masons (1723), satirische prenten van William Hogarth (1697-1764), het porseleinen beeldje van Meissen (1740), ...